# Maurice Rozenthal
Maurice Rozenthal (* 20. Juni 1975 in Dunkerque) ist ein ehemaliger französischer Eishockeyspieler und -trainer, der zuletzt bei den Corsaires de Dunkerque in der Division 1, der zweiten französischen Spielklasse, unter Vertrag steht. Sein Zwillingsbruder François ist ebenfalls ein professioneller Eishockeyspieler.

## Karriere
Maurice Rozenthal begann seine Karriere als Eishockeyspieler in seiner Heimatstadt in der Nachwuchsabteilung der Corsaires de Dunkerque, für deren Profimannschaft er von 1992 bis 1994 in der Division 1, der zweiten französischen Spielklasse, aktiv war. Anschließend spielte der Center zwei Jahre lang für die Flammes Bleues de Reims in der Ligue Magnus und erhielt in diesem Zeitraum in der Saison 1994/95 die Trophée Jean-Pierre Graff als Rookie des Jahres der Ligue Magnus. Daraufhin spielte er ein Jahr lang für Reims’ Ligarivalen Club des patineurs lyonnais. Im Sommer 1997 unterschrieb er einen Vertrag bei den Gothiques d’Amiens, mit denen er in der Saison 1998/99 erstmals Französischer Meister wurde. In Amiens entwickelte sich Rozenthal zu einem der besten Spieler der Liga und erhielt 1999, 2000 und 2001 drei Mal in Folge die Trophée Albert Hassler als Most Valuable Player der Ligue Magnus.
Für die Saison 2001/02 unterschrieb Rozenthal einen Vertrag bei IF Björklöven aus der HockeyAllsvenskan, der zweiten schwedischen Spielklasse. Mit seiner Mannschaft scheiterte er am Saisonende in der Kvalserien am Aufstieg in die Elitserien. Im Saisonverlauf erzielte er für die Schweden in 52 Spielen insgesamt 19 Tore und gab 22 Vorlagen. Auch die folgende Spielzeit verbrachte er bei IF Björklöven, ehe er zur Saison 2003/04 in seine französische Heimat zurückkehrte, in der er zunächst für die Dragons de Rouen in der Ligue Magnus auflief. Nachdem er für diese in 14 Spielen 25 Scorerpunkte, davon neun Tore, erzielt hatte, wurde er für die restliche Spielzeit von Leksands IF aus der schwedischen Elitserien verpflichtet, mit dem er am Saisonende den Abstieg in die HockeyAllsvenskan hinnehmen musste.
Zur Saison 2004/05 wurde Rozenthal von den Scorpions de Mulhouse verpflichtet, mit denen er ebenfalls Französischer Meister wurde. Nachdem der Verein aus finanziellen Gründen aufgelöst worden war, spielte der zweifache Olympiateilnehmer je zwei Jahre lang für die französischen Erstligisten Ours de Villard-de-Lans und Pingouins de Morzine-Avoriaz. In seiner Zeit in Villard-de-Lans wurde er 2006 zum insgesamt vierten Mal in seiner Laufbahn als MVP der Ligue Magnus mit der Trophée Albert Hassler ausgezeichnet. Bei den Pingouins de Morzine-Avoriaz war er zudem Assistenzkapitän. Von 2009 bis 2011 stand er beim Toulouse Blagnac Hockey Club unter Vertrag, bei dem er Mannschaftskapitän war und mit dem er in der Saison 2009/10 auf Anhieb den Aufstieg in die Division 1 erreichte. Parallel zu seiner Aufgabe in Toulouse, war er bei der U20-Junioren-C-Weltmeisterschaft 2011 als Assistenztrainer und Videoanalyst die französische U20-Nationalmannschaft tätig. Zur Saison 2011/12 kehrte er zu seinem Heimatverein Corsaires de Dunkerque aus der Division 1 zurück, bei dem auch sein Zwillingsbruder unter Vertrag stand. 2013 beendete er seine Karriere.

### International
Für Frankreich nahm Rozenthal an der U18-Junioren-B-Europameisterschaft 1992 sowie den U20-Junioren-B-Weltmeisterschaften 1994 und 1995 teil. Im Seniorenbereich nahm er für Frankreich an den B-Weltmeisterschaften 2001, 2002, 2005 und 2006 sowie an den A-Weltmeisterschaften 1996, 1997, 1998, 1999, 2000 und 2004 teil. Des Weiteren stand er im Aufgebot seines Landes bei den Olympischen Winterspielen 1998 in Nagano und 2002 in Salt Lake City sowie beim Qualifikationsturnier für die Olympischen Winterspiele 2002 und 2006.

## Erfolge und Auszeichnungen
| - 1995 Trophée Jean-Pierre Graff - 1999 Französischer Meister mit den Gothiques d'Amiens - 1999 Trophée Albert Hassler - 2000 Trophée Albert Hassler - 2001 Trophée Albert Hassler - 2005 Französischer Meister mit den Scorpions de Mulhouse | - 2005 Ligue Magnus Erstes All-Star Team - 2006 Trophée Albert Hassler - 2006 Ligue Magnus Erstes All-Star Team - 2007 Ligue Magnus Zweites All-Star Team - 2008 Ligue Magnus Erstes All-Star Team - 2010 Aufstieg in die Division 1 mit dem Toulouse Blagnac HC |

## Statistik
(Stand: Ende der Saison 2010/11)